# 古斯韦克
古斯韦克是奥地利施蒂利亚州穆尔河畔布鲁克县的一个市镇。总面积285.36平方公里，总人口1436人，人口密度5.0人/平方公里（2001年）。